# Jade Leitão
Jade Kathleen Leitão (Inglewood, 13 luglio 1983) è una cestista e allenatrice di pallacanestro statunitense con cittadinanza capoverdiana.